# Nicole Parker Redford
Pour les articles homonymes, voir Parker.
Nicole Parker Redford (née le 21 février 1982) est une actrice et humoriste américaine.

## Biographie
Dans sa ville natale d'Irvine, en Californie, elle a joué au South Coast Repertory et au Laguna Playhouse. Elle a également étudié  Theatre and Voicel à l'Université de l'Indiana et a joué dans une troupe d'improvisation appelée Full Frontal Comedy. Après l'université, Nicole Parker a joué au Edinburgh Fringe Festival, The Second City à Chicago, à Bloemendaal, à l'Unhinged Academy et à Groningue. En outre, elle et quelques amis du collège ont formé une compagnie de théâtre à New York appelée Waterwell Productions. Elle a déménagé à Amsterdam et y a résidé pendant deux ans, où elle a joué dans le spectacle de comédie Boom Chicago aux côtés des anciens élèves MADtv Ike Barinholtz et Jordan Peele.
En 2003, elle rejoint le casting de la saison 9 de Mad TV. Elle était une artiste invitée, jusqu'à la saison 10, quand elle a été promue membre de la distribution. Elle  a quitté le spectacle en novembre 2008, mais est apparu ponctuellement jusqu'à la finale de la série en 2009.
Les personnages les plus notables de Nicole Parker sont « Pat-Beth LaMontrose » et « Disney Girl ». Elle avait aussi incarné de nombreuses célébrités, principalement des chanteuses comme Britney Spears, Ashlee et Jessica Simpson, Julie Andrews, James Blunt et Judy Garland.

## Filmographie
- 2008 : Spartatouille
- 2008 : Film catastrophe (Disaster Movie)
- 2009 : MADtv
- 2009 : Funny People
- 2013 : Key and Peele
- 2013 : Mad
- 2014 : Hot in Cleveland : Jessica
- 2017–2019 : Les Fous du volant